# Serafînți, Horodenka
Serafînți (în ucraineană Серафинці) este o comună în raionul Horodenka, regiunea Ivano-Frankivsk, Ucraina, formată numai din satul de reședință.

## Demografie
Componența lingvistică a comunei Serafînți
     Ucraineană (99,52%)
     Alte limbi (0,48%)
Conform recensământului din 2001, majoritatea populației comunei Serafînți era vorbitoare de ucraineană (99,52%), existând în minoritate și vorbitori de alte limbi.